# Baccaurea ramiflora
Espèce
Classification phylogénétique
Baccaurea ramiflora est une espèce de plantes à fleurs de la famille des Phyllanthaceae. C'est un arbre à feuilles persistantes originaire d’Asie.

## Description
Cet arbre croit lentement et atteint jusqu’à 25 m de haut. Il produit des fruits comestibles de forme ovale, de couleur jaunâtre, rosâtre, de 2,5 à 3,5 cm de diamètre.
Ses écorces, ses racines et son bois sont séchés et broyés avant de les faire bouillir dans l'eau. Les fruits peuvent être conservés pendant quatre ou cinq jours, ou bouillis et mélangés avec du sel, et conservent bien dans des bocaux fermés.

## Systématique
Le nom correct complet (avec auteur) de ce taxon est Baccaurea ramiflora Lour..
Baccaurea ramiflora a pour synonymes :
- Baccaurea cauliflora Lour.
- Baccaurea flaccida Müll.Arg.
- Baccaurea oxycarpa Gagnep.
- Baccaurea pierardi Wall.
- Baccaurea propinqua Müll.Arg.
- Baccaurea sapida (Roxb.) Müll.Arg.
- Baccaurea wrayi King
- Baccaurea wrayi King ex Hook.f.
- Gatnaia annamica Gagnep.
- Pierardia flaccida Wall.
- Pierardia sapida Roxb.

### Publication originale
- (la) Flora Cochinchinnensis: sisten plantas in regno Cochichina, vol. 2, 1790, p. 661.